# Bedřich Kopecký
Bedřich Kopecký (ur. 12 grudnia 1952 w Pradze) – czeski dyplomata, w latach 2002–2008 ambasador w Polsce.

## Życiorys
W latach 1971–1976 studiował w Moskiewskim Państwowym Instytucie Stosunków Międzynarodowych na wydziale prawa międzynarodowego. W 1978 uzyskał doktorat z dziedziny prawa na Uniwersytecie Karola w Pradze.
W 1977 roku rozpoczął pracę w Ministerstwie Spraw Zagranicznych w Pradze w Departamencie Prawa Międzynarodowego. W latach 1984–1988 był III Sekretarzem Ambasady Czechosłowacji w Bonn. Od 1993 roku Radca-Minister w Stałym Przedstawicielstwie przy ONZ w Wiedniu.
Między 1997 i 2008 sprawował funkcję ambasadora w Uzbekistanie, a następnie Dyrektora Departamentu Europy Środkowej w MSZ (2000–2002).
W latach 2002–2008 był Ambasadorem Czech w Polsce. Od 2008 do 2014 pełnił funkcję Ambasadora Nadzywczajnego i Pełnomocnego Republiki Czeskiej w Kazachstanie i Kirgistanie. W latach 2014–2015 doradca premiera Czech. Od 2016 do 2018 Ambasador Czech w Chinach. Po powrocie pracował na stanowisku do spraw azjatyckich w MSZ. W 2019 objął stanowisko Ambasadora w Armenii.
Bedřich Kopecký jest żonaty, ma dwoje dzieci.